# 鯉魚潭水庫擋水閘門脫落事件

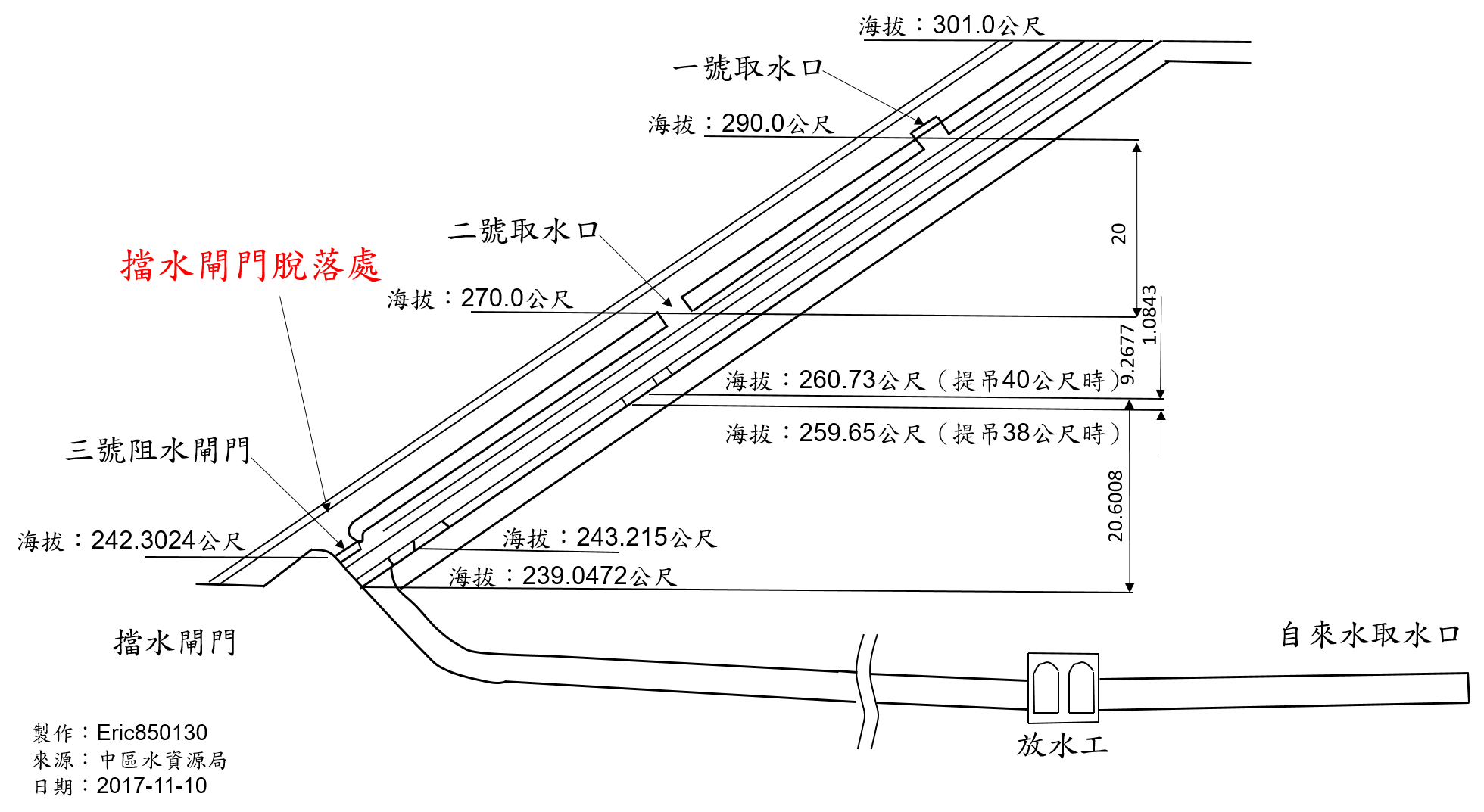
鯉魚潭水庫閘門脫落事件示意圖

鯉魚潭水庫擋水閘門脫落事件是一起發生在臺灣苗栗縣三義鄉鯉魚潭水庫的水庫安全事件，該起事件主要由熱帶氣旋敏督利侵襲臺灣所引發，並造成大臺中地區分區限水達6天之久。

## 沿革

### 事件背景

#### 鯉魚潭水庫
鯉魚潭水庫位於苗栗縣景山溪下游，屬於大安溪水系上的離槽水庫，該水庫主要利用目標包含：防洪、灌溉、發電，以及觀光等四大目標。鯉魚潭水庫共分兩期施作，第一期以景山溪大壩、取水工、洩洪道等工程為主，第二期以大安溪越域引水、士林水力發電計劃為主，2002年9月兩期工程正式完工啟用。

#### 熱帶氣旋敏督利
熱帶氣旋敏督利於2004年6月23日形成，於7月1日晚間10時自花蓮縣登陸，並於隔日上午自臺北縣淡水出海。起初熱帶氣旋敏督利登陸時，其夾帶之雨量及風勢並未對臺灣造成太大災害，卻因颱風本身所牽引之西南氣流所夾帶之雨量於7月2日起開始在臺灣中南部地區造成影響。

#### 斜依式取水塔
鯉魚潭水庫的斜依式取水塔由上至下共有三個稱為一號、二號、三號的取水口，各取水口都有閘門軌道因此總共有三層軌道，第一層的阻水閘門可控制一號、二號閘門啟閉，第二層的阻水閘門可控制二號、三號閘門啟閉；第三層稱為擋水閘門，平時並不需要操作，僅在取水塔或導水隧道檢修時才在靜水狀態下操作，可開啟或關閉導水隧道。

### 事件經過
熱帶氣旋敏督利所夾帶之西南氣流在2004年7月2日開始影響臺灣中南部地區，並造成中部大安溪發生三次洪峰。鯉魚潭水庫累計，自7月1日颱風登陸以來到7月5日水庫總流入量高達4,326萬噸，也讓鯉魚潭水庫自完工啟用以來第一次蓄水量接近滿庫之狀態。

#### 7月3日
鯉魚潭水庫管理中心為維護水庫上游之歸安橋結構安全，以及延緩水庫溢流時間以免水庫水位急速上漲增大溢洪道出流洪峰流量，因此於7月3日上午7時起開始進行防洪運轉作業，將壩下出水工開啟進行放流。使得鯉魚潭水庫下游放水量自7月2日的19萬噸增加至7月3日的506萬噸。然而防洪運轉機制開始運作後，鯉魚潭水庫之值班人員發現斜依式取水塔的擋水閘門鋼纜有不正常抖動的現象，因此隨即通報承包維護之廠商前來處理，廠商將擋水閘門自水面下往上拉起，直到距離軌道底部約40公尺處時，因馬達超載跳機讓作業暫停，經故障排除後重新拉動閘門，卻卡住無法提升，因此重新下方閘門直到底部38公尺處，閘門於此區時鋼纜抖動狀況較趨緩，因此暫時將閘門固定在此處。

#### 7月4日
2004年7月4日鯉魚潭水庫的防洪機制持續運作，鯉魚潭水庫下游放流量增加至730萬噸，鋼纜抖動狀況持續發生，但幅度與7月3日相同。

#### 7月5日
7月5日下游放流量增加至524萬噸，並且鋼纜異常震動狀況再度惡化，值班人員再次通知維護廠商前來處理，當日下午4時維護廠商之負責人到達鯉魚潭水庫與值班人員協商處理方式。然而就在此時鋼纜經過長時間震動之疲勞狀態下發生斷裂，失去拉力的擋水閘門脫落跌入水庫中。
值班人員察覺閘門發生脫落事件後，立即向水庫管理中心上級的水利署中區水資源局通報，中區水資源局人員於當日下午6時進駐管理中心了解事發狀況，並隨即聯繫國內深水救難單位及中央災害應變中心以請求支援。爾後也立即成立應變小組進行閘門、取水塔等設備的資料統整。中華民國海軍救難大隊共6人於晚間11時抵達鯉魚潭水庫管理中心。
海軍救難大隊進駐後立即與中區水資源局人員前往斜依式取水塔勘查事發現場與商討閘門打撈事宜，由於閘門落水處活動空間狹小、深水溫度低冷、水壓強勁且能見度低等惡劣環境因素，導致救難大隊評估下潛打撈作業將十分困難。

#### 7月6日
7月6日上午4時海軍救難大隊第二批人員共計40人抵達事故現場，並一同將潛水設備運抵現場。下午4時減壓艙及載人平臺抵達斜依式取水塔進行安裝及準備潛水作業，晚間七時海軍救難大隊人員首先先進行三水下遙控攝影確認閘門所在位置，然而因能見度幾乎為零，接連三次水下遙控攝影皆無功而返。晚間11時開始第一次下水作業，卻因夜間水溫過低，僅下潛至水下70呎便折返上岸。

#### 7月7日
7月7日上午8時管理人員將吊門機傳動軸與鋼索調整完成，海軍救難大隊進行第二次下潛，因仍無法定位閘門位置再度無功而返上浮。下午3時第三次下潛終於確認閘門滑落位置，經下潛人員初步評估後研判鋼纜吊樑已變型並脫離閘門結構。首度確認道閘門實際毀損狀況後，在場人員針對損壞狀況召開會議進行閘門狀況判讀、後續工作檢討及替代方案的評估等。

#### 7月8日
7月8日上午8時管理人員將相關夾具與鋼纜以載人平臺投放置閘門滑落處，11時海軍救難大隊第四次下水，將早前投放的鋼纜與夾具定勾至擋水閘門上。下午3時45噸吊車來到斜依式取水塔執行閘門吊掛作業失敗，研判擋水閘門仍與吊梁連結。經過此次失敗後相關人員再次召開會議進行檢討。下午5時吊門機鋼纜投放置閘門位置。

#### 7月9日
7月9日上午8時海軍救難大隊第五度下水卻因下潛人員身體不適立即上浮。上午9時重新下水，是為第六次下水，調門機鋼纜成功勾住吊梁。下午1時第七次下潛，門軸鋼纜成功吊掛到閘門主體上。下午5時45噸吊車配合吊門機將閘門主體上抬近40米。晚間7時鋼纜發生鬆脫，吊掛作業立即停止。晚間8時將鬆脫之鋼纜打撈出水面，於晚間10時重新安裝完成，晚間11時中華民國陸軍甲型聯保廠人員來到現場與水庫管理人員研討爪鈎型式並決定行事後立即製作。

#### 7月10日
7月10日上午11時海軍救難大隊第八度下潛，以吊門機的鋼纜勾住吊梁，下午1時50分吊梁首度浮出水面。晚間6時第九度下潛，再度利用吊門機的鋼纜勾住閘門主體，晚間9時進行閘門試拉作業失敗。晚間10時在場的水利署、中區水資源局、陸軍及海軍等相關人員進行檢討會議。於隔日凌晨3時決定將增加吊車拖吊力與改變吊掛流程。

#### 7月11日
7月11日上午11時海軍救難大隊進行第十次下潛，並將剛到場的100噸吊車鋼纜勾住擋水閘門本體，在確認閘門兩側壓差是否平衡後開始吊掛作業。下午6時18分擋水閘門首度浮出水面，整起擋水閘門吊掛作業宣告完成。

## 影響
鯉魚潭水庫自2004年7月5日發生擋水閘門脫落事件後無法正常供水，加上風災過後臺灣自來水公司豐原淨水廠之原水濁度過高與取水口淤積堵塞影響，當日大臺中地區開始進行分區限水措施。在擋水閘門吊掛期間，自來水公司與中區水資源局方面，為改善供水之窘境，因此擬定以下計畫進行緊急供水。
- 食水嵙溪緊急引水工程：中區水資源局石岡壩管理中心與臺中農田水利會協調借調該會在食水嵙溪的灌溉取水口進行改善與清淤，緊急工程於7月6日凌晨2時通報竣工，每日開始供應水質較佳之70~80萬噸原水。[2]

- 后里圳緊急引水工程：中區水資源局依循集集大地震後之緊急供水模式，再度與台中農田水利會借調后里圳取水口，並與水利署第三河川局協調調用鼎型消波塊及溪床上既有砂石堆築臨時導水堤，緊急工程於7月7日晚間12時通報竣工，當天開始引水30萬噸，隔日開始引水量提高到40萬噸、45萬噸，直到閘門吊掛作業結束時更高達55萬噸。[2]

- 鯉魚潭水庫緊急抽水工程：7月6日中區水資源局獲得來自水利署第二、三、四河川局支援的8部抽水機，7月10日開始安裝作業，隔日全數完成啟用，自溢洪道將水庫內原水抽水至洩洪道下的靜水池設置緊急抽水站，由中國鋼鐵公司借調2部6萬噸級抽水機，以及自來水公司借調8部4萬噸級抽水機抽水送至自來水管路，該工程於7月11日完工。另外在後池堰也安裝35部小型抽水機輸送至自來水管線，同樣於7月11日先行完成8部開始抽水。[2]

## 圖集

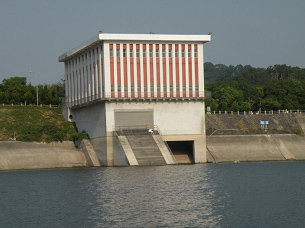
鯉魚潭水庫斜依式取水塔外觀。
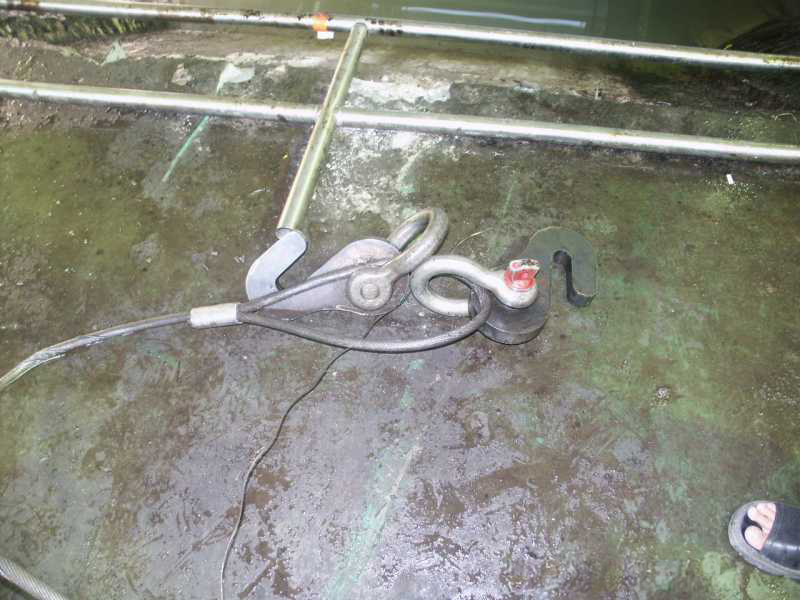
吊掛擋水閘門用的特製鐵鉤。
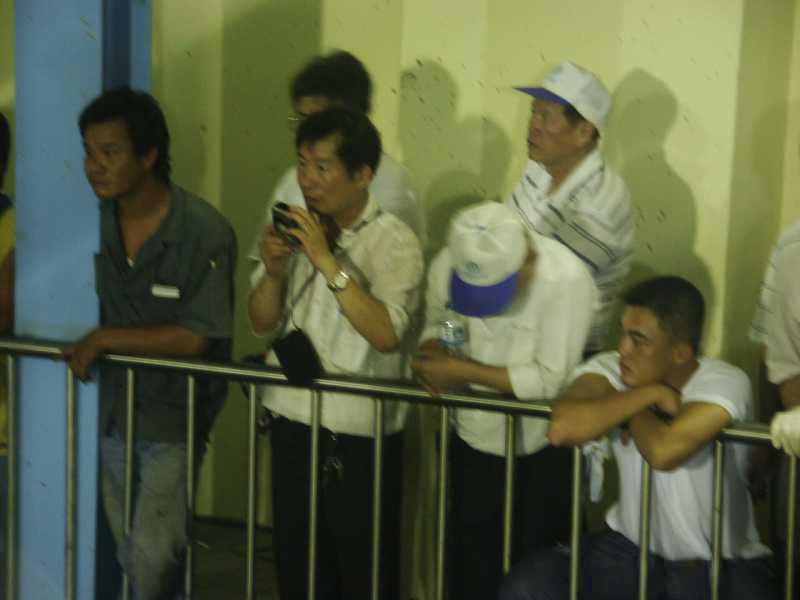
於斜依式取水塔查看吊掛狀況的工作人員。
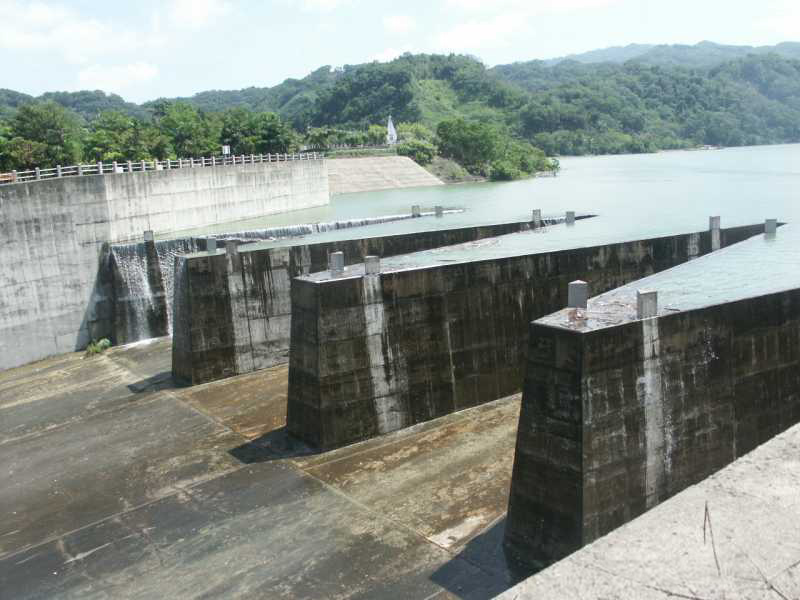
因水庫無法供水,鯉魚潭水庫第1次溢流。
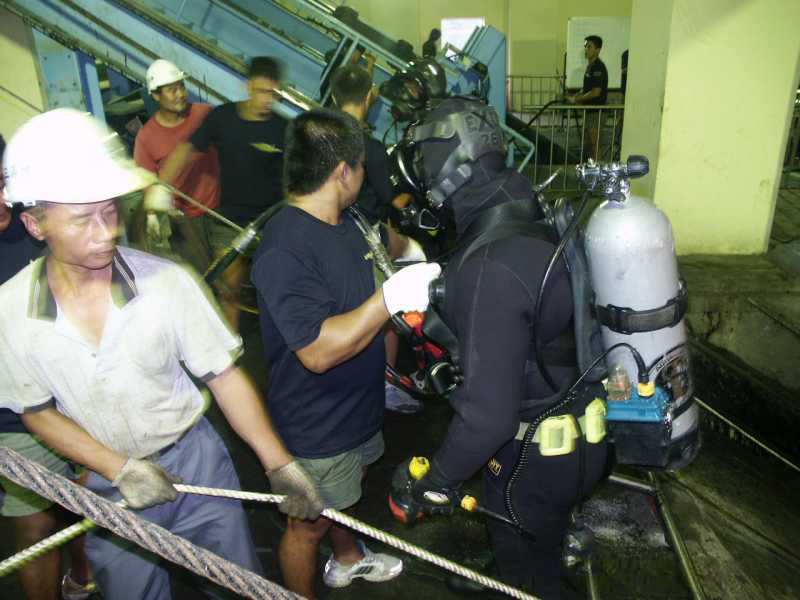
海軍救難大隊準備下潛勾閘門。
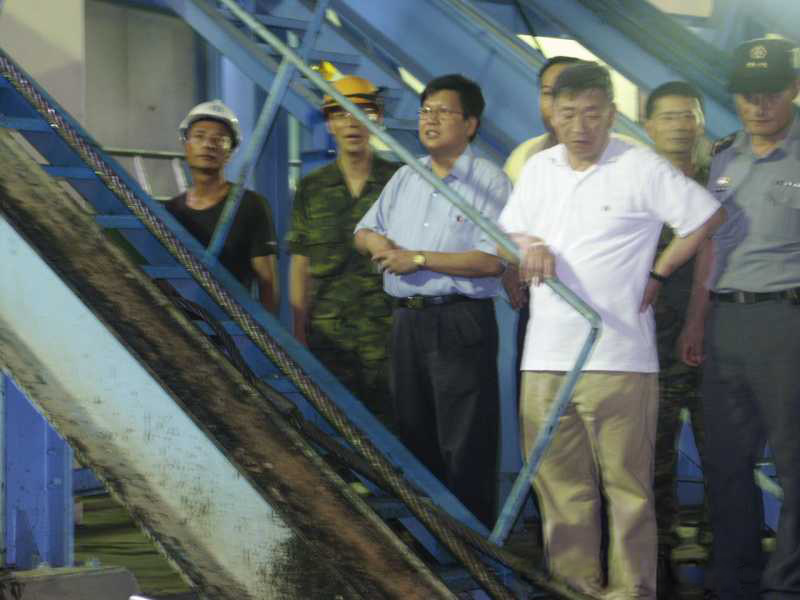
時任國防部長及水利署長於斜依式取水塔勘查。
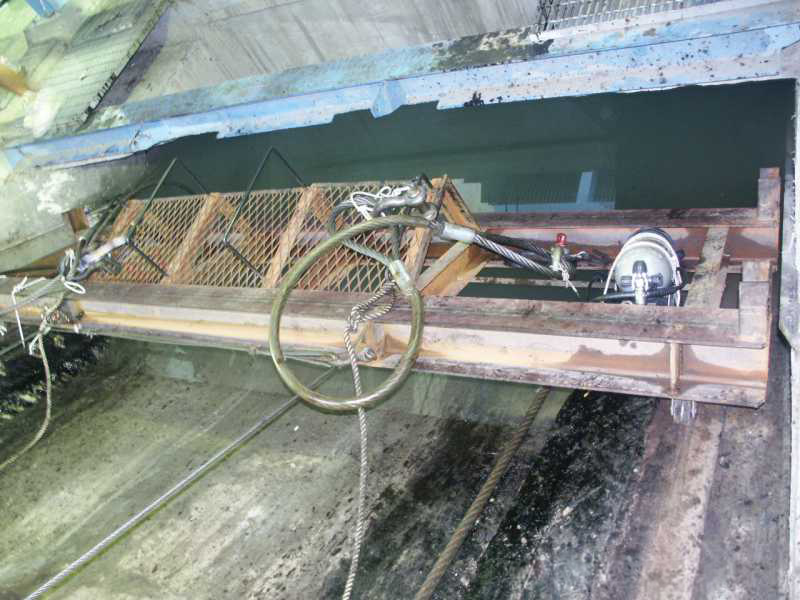
順著閘門軌道投放的特製台車。
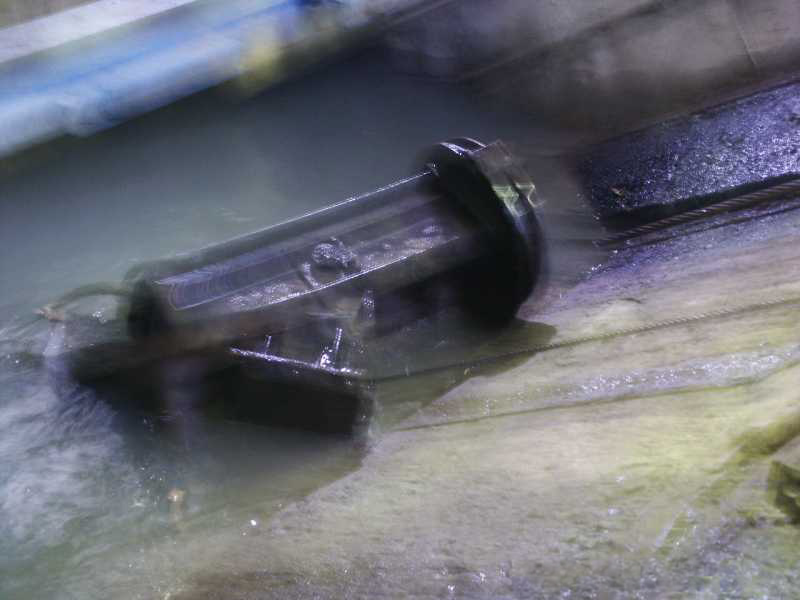
吊桿被拖上瞬間。
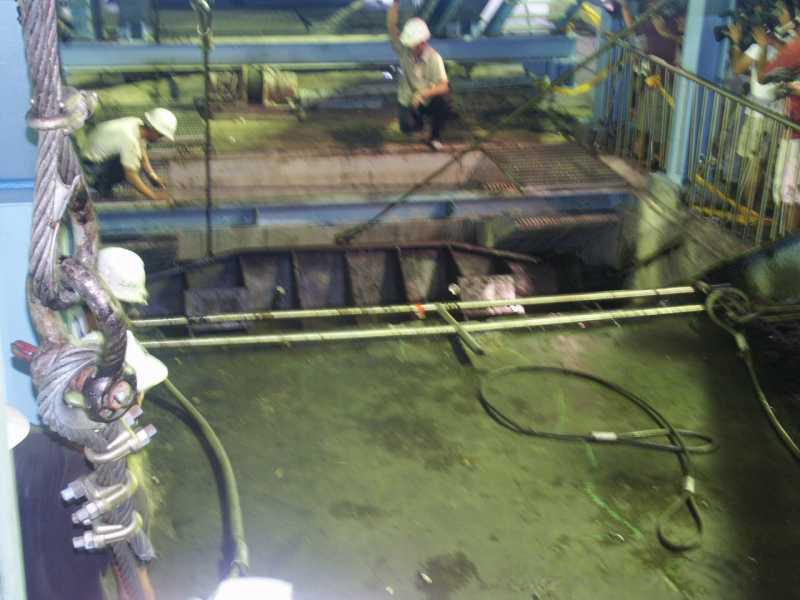
7月11日脫落閘門首度托起出水時刻。

## 事件調查
鯉魚潭水庫閘門脫落事件後斜依式取水塔圍起封鎖線開始調查。時任行政院長游錫堃指示研考會與經濟部需在1個月內提出事故報告，爾後經濟部委託臺灣省水利技師公會針對事件肇因進行鑑定，研判事發因出水工進行防洪運轉時，進水箱涵流量大增，導致擋水閘門受高流速及大流量的水流衝擊，擋水閘門所承受荷重總和大於連結螺栓之強度，進而導致閘門脫落。
而在鯉魚潭水庫操作規定中指示擋水閘門平時並不操作，僅在斜依式取水塔或導水隧道檢修時可在靜水狀態下操作。另外公共取水路、擋水閘門總配置圖以及當初施工時的工程契約雖然都有規定平時擋水閘門因吊升至不浸水位置，並還註記了擋水閘門平時應吊掛在海拔301.5公尺處，然而相關操作維護手冊並未明確載明相關規範，導致管理人員在不知情狀況下操作而發生閘門脫落。

## 後續發展
2004年7月11日鯉魚潭水庫恢復正常供水後，時任臺中市市長胡志強表示，將向臺灣自來水公司爭取爭取「受災月份的水費及基本費減半」。對此時任自來水公司總經理陳榮藏表示，後續補償將依照集集大地震後所訂定的補償規則辦理，不過實際補償方式需送交董事會後審議決定。

### 景山水力發電計劃
景山水力發電計劃為1999年台灣電力公司所研擬之水力發電計劃，利用鯉魚潭水庫完工後封堵留存之導水隧道擴挖成地下廠房裝設水輪發電機組，總裝置容量為22,000KW。於2004年7月發生擋水閘門脫落事件後，中區水資源局為降低大台中地區供水之風險，因此2013年利用原導水隧道改建為第二輸水鋼管，以作為備援的自來水原水供應管路。原景山水力發電計劃則確認無法執行之下，改為在下游放水口另設地面式廠房裝設水輪發電機組，總裝置容量降為4,000KW。

## 資料來源
1. 1 2  王宗銘. . NOWNEWS今日新聞. 2010-03-31  [2017-11-09] （中文（臺灣））.
2. 1 2 3 4 5 6 7 8 9 10 11 12 13 14 15 16 17  . 經濟部水利署水利緊急應變經驗學習中心.   [2017-11-09]. （原始内容存档于2019-08-15） （中文（臺灣））.
3. 1 2 3 4  張俊夫. . 臺灣好報. 2009-05-11  [2017-11-09]. （原始内容存档于2019-01-30） （中文（臺灣））.
4. ↑  . 蘋果日報. 2005-08-15  [2017-11-09]. （原始内容存档于2019-02-14） （中文（臺灣））.
5. ↑  . 鯉魚潭水庫主題網. 2010-12-06  [2017-11-09]. （原始内容存档于2013-12-27） （中文（臺灣））.
6. 1 2 3  . 交通部中央氣象局.   [2017-11-09]. （原始内容存档于2019-01-23） （中文（臺灣））.
7. 1 2 3 4 5 6 7  張炎銘. . 經濟部水利署. 2015-02-26  [2017-11-09]. （原始内容存档于2019-02-14） （中文（臺灣））.
8. 1 2 3  戴文祥、潘文仁、蕭夙眉. . 自由時報. 2004-07-13  [2017-11-09]. （原始内容存档于2016-08-09） （中文（臺灣））.
9. 1 2   (PDF). 行政院環保署. 2016-12-29  [2017-11-09]. （原始内容存档 (PDF)于2019-01-23） （中文（臺灣））.
10. ↑   (PDF). 經濟部水利署.   [2017-11-09]. （原始内容存档 (PDF)于2017-01-05） （中文（臺灣））.